# Семёнов, Юрий Иванович
Ю́рий Ива́нович Семёнов (5 сентября 1929, Свердловск — 26 апреля 2023, Долгопрудный) — советский и российский историк, философ

, этнолог. Специалист по философии истории, истории первобытного общества, теории познания; создатель оригинальной глобально-формационной (эстафетно-стадиальной) концепции мировой истории. Кандидат философских наук, доктор исторических наук, профессор. Заслуженный профессор МФТИ.
Окончил исторический факультет Красноярского государственного педагогического института и отделение философии годичных курсов преподавателей общественных наук при Уральском государственном университете. Некоторое время преподавал философию в провинциальных вузах. После того, как его работы в области антропосоциогенеза привлекли внимание видных московских учёных, защитил докторскую диссертацию в Институте этнографии (1963 год). В 1967 году Семёнов становится профессором кафедры философии Московского физико-технического института (Долгопрудный), где проработал полвека. Также по совместительству долгое время работал в Институте всеобщей истории АН СССР и Институте этнологии и антропологии РАН.
Начав научную карьеру с изучения первобытного общества, Семёнов одновременно разрабатывал проблему политарного общества — первого классового общества, предшествовавшего рабовладению. Исследование в этой области привело его к созданию глобально-стадиальной концепции мировой истории.

## Биография
Родился 5 сентября 1929 года в Свердловске в семье железнодорожника Ивана Ивановича Семёнова. Отца в 1931 году перевели на работу на Украину, затем, в 1936 году, — в Сибирь. В 1947 году Юрий с серебряной медалью окончил среднюю школу города Боготол Красноярского края. Выбирая между физикой и историей, которые в равной степени его привлекали, остановил выбор на последней и поступил на исторический факультет Красноярского государственного педагогического института. Уже по итогам первого курса Семёнов получил одну из двух выделенных вузу именных стипендий и продолжал оставаться сталинским стипендиатом все последующие годы. После завершения обучения в институте с отличием окончил отделение философии годичных курсов преподавателей общественных наук при Уральском государственном университете. Там же он сдал все экзамены кандидатского минимума по философии. Отклонив предложение заведующего кафедрой философии УрГУ М. Т. Иовчука поступить к нему в аспирантуру, Семёнов вернулся в Красноярск, где с 1952 года стал старшим преподавателем, а затем доцентом, кафедры философии КГПИ, а также вёл активную научную деятельность.
Уже тогда Юрий Иванович заинтересовался вопросами теории познания и азиатского способа производства. Без отрыва от преподавательской деятельности он написал работу «Некоторые проблемы предыстории человеческого мышления», которую представил в качестве диссертации на соискание учёной степени кандидата философских наук. Однако члены кафедры философии Томского государственного университета посоветовали ему переделать работу, выбросив все положения, которые выходили за рамки общепринятого в науке. Не желая портить труд, Семёнов в течение двух недель на основе одной из глав прежней работы написал новую — «Возникновение и основные этапы развития труда (в связи с проблемой становления человеческого общества)», которую и защитил 21 ноября 1956 года.
В 1957 году в «Учёных записках КГПИ» была напечатана его статья «К вопросу о первой форме классового общества», в которой он доказывал, что первой классовой общественно-экономической формацией была не рабовладельческая, как это было общепризнанно в советской науке, а та, которая была основана на способе производства, названном К. Марксом азиатским.
В 1962 году Семёнов опубликовал монографию «Возникновение человеческого общества». С этого же года он стал заведовать кафедрой философии Рязанского медицинского института имени И. П. Павлова. Оказавшись вблизи Москвы, Юрий Иванович предоставил свою монографию в сектор исторического материализма Института философии в качестве диссертации на соискание учёной степени доктора философских наук. Однако Институт философии тянул с рассмотрением работы молодого учёного, и в результате Семёнов получил предложение от известного советского антрополога Г. Ф. Дебеца защитить диссертацию в Институте этнографии. 18 июня 1963 года состоялась защита в виде представления монографии «Возникновение человеческого общества», по итогам которой Юрию Ивановичу была присуждена степень доктора исторических наук. Официальными оппонентами были выдающиеся советские учёные — доктор биологических наук Георгий Францевич Дебец, доктора исторических наук Павел Иосифович Борисковский и Борис Осипович Долгих и доктор философских наук Александр Георгиевич Спиркин. По словам самого учёного, на тот момент он стал самым молодым доктором наук в Советском Союзе.
В 1967 году Семёнов становится профессором кафедры философии Московского физико-технического института (г. Долгопрудный), где продолжал преподавать вплоть до 2022 года. В 1980—1984 годах также являлся заведующим этой кафедрой. В 1984 году снят с этой должности за защиту Валерия Петровича Лебедева — преподавателя кафедры, заподозренного в диссидентстве. Как вспоминал один из бывших студентов Лебедева, «как вы догадываетесь, на следующий день [после увольнения] коллеги по кафедре перестали звонить и общаться, и только один человек не побоялся защитить коллегу на бюро Мытищинского горкома, это был завкафедрой Юрий Иванович Семёнов, за что он и был тут же снят с должности». В 2004 году Ю. И. Семенов получил звание заслуженного профессора МФТИ.
Одновременно с преподаванием в МФТИ Семёнов работал по совместительству: в 1968—1970 годах — старшим научным сотрудником сектора методологии истории Института всеобщей истории АН СССР, с 1972 по 2002 год — старшим, ведущим, главным научным сотрудником сектора истории первобытного общества, а после его упразднения — Центра по исследованию межнациональных отношений Института этнологии и антропологии РАН (Институт этнографии АН СССР до 1990 г.), с 1999 года — профессором кафедры социальной философии философского факультета Московского государственного университета им. М. В. Ломоносова.
До 2022 года Юрий Иванович Семёнов преподавал философию в Московском физико-техническом институте.
Умер 26 апреля 2023 года.

## Научная деятельность

### Антропосоциогенез
Начав свою педагогическую карьеру с преподавания философии, Ю. И. Семёнов планировал сосредоточить в этой области знания и свои научные работы, но, по его собственным словам, начиная с конца 1960-х годов у него практически полностью исчезла возможность публиковать работы по теории познания и философии истории: «В результате я стал заниматься проблемами той области знания, где преград было значительно меньше — истории первобытного общества, а тем самым и этнографии первобытности».
В этой области Юрий Иванович начал с исследования проблемы возникновения человека и человеческого общества. В монографии «Возникновение человеческого общества» в 1962 году (переиздана в доработанном виде в 1966 году под названием «Как возникло человечество»; снова переиздана с новым предисловием и приложениями в 2002 году) он отстаивал позицию, что становление человека (антропогенез) нельзя понять, не рассмотрев становление общества (социогенез), что антропогенез и социогенез представляют собой не два самостоятельных, хотя и тесно связанных процесса, а две стороны одного единого процесса — антропосоциогенеза. Семёнову удалось показать, что история человечества прежде всего делится на два основных этапа: (1) эпоху антропосоциогенеза, когда ещё только формирующиеся люди (пралюди) жили в ещё только формирующемся обществе (праобществе) и (2) эпоху развития готового сформировавшегося человеческого общества, стадиями развития которого являются общественно-экономические формации. Период от завершения антропосоциогенеза до возникновения классов и государства (первобытного общества) был подразделён на эпохи раннего первобытного (первобытно-коммунистического), позднего первобытного (первобытно-престижного) и предклассового (переходного к классовому) общества.
Согласно Семёнову, суть социогенеза состояла в становлении социальных (прежде всего коммуналистических экономических) отношений, ранее на Земле никогда не существовавших, и обуздании ими зоологических инстинктов: пищевого и полового. Вначале был подавлен и введён в социальные рамки первый, а значительно позднее и второй. Половой инстинкт был окончательно поставлен под социальный контроль с появлением экзогамии, рода и группового дуально-родового брака. В результате на смену формирующемуся человеческому обществу (праобществу) пришло готовое сформировавшееся общество в форме первобытно-коммунистического. Завершение становления общества было одновременно завершением и становления человека. Вместе с родом возник и Homo sapiens. Более детально процесс становления первобытно-коммунистических отношений был раскрыт в работе «На заре человеческой истории» (1979).
Уже в книге «Как возникло человечество» (1966) был дан первоначальный набросок картины возникновения брака и семьи. Окончательно новая схема эволюции брака и семьи был изложена в другой работе — «Происхождение брака и семьи» (1974), в которой развитие было доведено до нашего времени. Были выделены стадии: (1) неограниченного промискуитета, (2) ограниченного во времени промискуитета, (3) дуально-родового группового брака, (4) эгалитарного индивидуального брака, (5) патриархического индивидуального брака и (6) неоэгалитарного индивидуального брака. От концепции матриархата, которая долгое время являлась догматизированной в советской науке частью учения Моргана и Энгельса, он отказался ещё в статье 1959 года.
Помимо всего указанного, в работе «Как возникло человечество» было показано возникновение тотемизма, раскрыт механизм происхождения первой формы религии и выявлены основные стадии эволюции религии в первобытную эпоху: магия, оменализм, фетишизм, эманизм, демонизм, политеизм. Предпринят был и детальный анализ происхождения веры в душу. В последующих работах были вскрыты две основные стадии развития религии в классовом обществе: религии сервиологические (страха и повиновения) и религии сотериологические (спасения и посмертного воздаяния).
Резонанс. Уже первая работа Семёнова по проблемам становления предклассового общества вызвала интерес на Западе, хотя там, как и в Советском Союзе, она получила неоднозначную оценку. Американский палеоантрополог Ричард Клейн в рецензии на книгу «Как возникло человечество» писал: «[Работа Семёнова] главным образом страдает от его способа поиска истины — желания строго определить время первого появления экзогамии и тотемизма. Я думаю, что не совру, если скажу, что, с точки зрения западных праисториков, ошибочными кажутся не столько ответы Семёнова, сколько вопросы, которые он задаёт». Американский генетик Феодосий Добржанский поставил под сомнение ряд утверждений Семёнова, но не привёл никаких аргументов, которые бы опровергали положения рецензируемой им книги.
Вместе с тем английский философ и социальный антрополог Эрнест Геллнер, проанализировав научный вклад Семёнова в области изучения становления первобытного общества, назвал его одним из «наиболее эрудированных историков антропологии и других общественных наук. Он весьма полно и точно осведомлён об антропологических исследованиях на Западе и к тому же обладает замечательным даром сжатого и беспристрастного изложения научных идей. … Но труды Семёнова выходят далеко за рамки анализа тех или иных научных направлений. Он показал себя и как самостоятельный теоретик, причём творчески мыслящий, изобретательный и оригинальный. Будучи приверженцем марксизма, он быстро воспринимает проблемы, пронизывающие теоретическую структуру этого учения, и выдвигает идеи, важные для развития этих проблем».
Российский этнолог Г. Е. Марков в рецензии на «Происхождение брака и семьи» также отмечал большое количество спорных утверждений, но в целом был согласен с тем, что «новая монография Ю. И. Семёнова имеет большое научное значение».

#### Дискуссии в «Советской этнографии»
В 1970-е годы Семёнов на страницах журнала «Советская этнография» вступил в острую дискуссию по вопросам первобытного общества. Его оппонентами выступили другие видные специалисты в этой области, в частности Н. А. Бутинов, В. Р. Кабо и В. М. Бахта. Дискуссия велась вокруг вопросов о родовой организации и общине в первобытном обществе и роли, которую они играли в производстве: Юрий Иванович полагал, что экзогамный род являлся основной производящей единицей, тогда как Бутинов и Кабо утверждали, что родовые отношения вовсе не носили производственный характер; Семёнов полагал, что материнский род предшествовал отцовскому, Бутинов и Кабо считали, что материнский и отцовский род — явления во всех отношениях совершенно равноценные, существующие параллельно, они могут прямо или через промежуточные формы переходить друг в друга.
…если на Западе в тупик завёл отказ от эволюционизма, то у нас — абсолютизация и увековечение старых эволюционистских концепций. Два внешне совершенно противоположных подхода: в одном случае — полное отбрасывание прежних теорий, в другом — их полное сохранение привели к одному и тому результату — теоретическому тупику. …Поэтому мне и не только мне пришлось бороться на два фронта, с одной стороны, против тех, кто остался верен нашим старым догмам, с другой, против тех, кто пытался насадить у нас тоже далеко не новые, господствующие на Западе антиэволюционистские догмы. В результате первые обвиняли меня и моих единомышленников в ревизионизме, вторые — в догматизме.
1.11.1963. Вчера был на симпозиуме по поводу Моргана. Тяжелое впечатление. Во-первых, увидел, как еще силен проклятый догматизм. Семенов, казалось бы, мягкий и интеллигентный, в конце заседания, после выкриков Толстова и потрясения кулаками против тех, кто не хочет защищать Энгельса и Ленина, вылил ушаты зловонных помоев на Бутинова, назвав его иезуитом, софистом, антимарксистом, и т. д. Гнусно выступил. И что еще меня огорчило, славные ребята — сотрудники института — не нашли в этом ничего особенного.
Поводом для дискуссии послужил выход книги Бутинова «Папуасы Новой Гвинеи» (1968), на которую Семёнов ответил критической рецензией в журнале «Советская этнография». В журнале «Народы Азии и Африки» на эту книгу была опубликована рецензия В. М. Бахты, который не только поддержал Бутинова, но и оспорил выдвинутую Семёновым теорию. Через некоторое время журнал опубликовал ответное письмо Семёнова, в котором учёный указал, что свои опровержения Бахта построил, основываясь на тезисах, которые сам же Семёнову и приписал.
В статье 1970 года, вновь опубликованной в журнале «Советская этнография», Юрий Иванович в русле всё той же проблематики предложил своё решение вопроса т. н. «австралийской контроверзы» — проблемы перехода австралийских народов от материнского счёта родства к отцовскому. В своих теоретических построениях Семёнов исходил из собственной концепции дуально-родового группового брака. В 1971 году с критикой теории Семёнова выступил М. А. Членов. В ответ на его замечания Семёнов опубликовал статью «Проблема исторического соотношения материнской и отцовской филиации у австралийцев». На этот раз с критикой его концепции выступил Хазанов. Опровержению его мнения Семёнов посвятил ещё одну отдельную статью. На новом витке дискуссии, который последовал за выходом этой публикации, с опровержением гипотезы Семёнова выступили Членов, Хазанов и М. В. Крюков. Завершающим этапом дискуссии стали статьи, опубликованные в ответ на работу Семёнова «О специфике производственных (социально-экономических) отношений первобытного общества».
Спустя годы Юрий Иванович, который счёл аргументацию оппонентов недостаточной для опровержения своей гипотезы, признается: «Вообще в 70-е годы, пожалуй, не было автора, который подвергался бы большей критике на страницах „Советской этнографии“, чем я». «В ходе [этой дискуссии], — вспоминал Семёнов спустя многие годы, — в журнале печатались статьи, в которых мои взгляды подвергались самой резкой критике. И я, будучи членом редколлегии, не только не возражал, но, напротив, настаивал на их публикации».
В. Р. Кабо, который не принимал участия в развернувшейся дискуссии, хотя и разделял взгляды Бутинова и Бахты (по утверждению Семёнова, Кабо ответил категорическим отказом на неоднократно возобновлявшиеся предложения редакции принять в ней участие), вступит в полемику с Семёновым спустя многие годы, когда уже в эмиграции напишет книгу воспоминаний «Дорога в Австралию», в которой среди прочего и представит Семёнова как догматика и ортодокса советской науки. В 2001 году Семёнов опубликует ответное письмо Кабо. В свою очередь ответ написал и Кабо, журнал его письмо не опубликовал, поэтому Владимир Рафаилович выставил его на своём личном сайте. Впрочем даже на этом многолетняя дискуссия Семёнова и оппонентов не закончится. В 2004 году ученица Кабо Артёмова опубликует в «Этнографическом обозрении» статью «Отечественная теория „первобытности“ и социальная организация австралийских аборигенов», в которой выступит в защиту своего учителя. Развёрнутый ответ Артёмовой, включающий детальные пояснения о своей научной позиции в годы полемики с Кабо и Бутиновым, Семёнов опубликовал в журнале «Личность. Культура. Общество».

### Первобытная экономика и предклассовые общества
Решив в основном проблему происхождения общества, Семёнов занялся детальным исследованием первой формы его существования — первобытного общества. В 1960—70 годах в центре внимания западных этнологов оказались два вида экономических систем: первобытная экономика и крестьянская экономика. Выделился особый раздел этнологии (социальной антропологии), который специализировался на исследовании первобытных и крестьянских экономических отношений, получивший на Западе название экономической антропологии. Многие экономические антропологи пытались создать теорию первобытной экономики, к разработкам в этом направлении присоединился и Юрий Иванович. В работе «Экономическая этнология. Первобытное и раннее предклассовое общество» (Вып. 1—3. 1993) им была изложена система категорий, отражающая как статику, так и динамику развития экономических отношений, начиная с первобытно-коммунистических и кончая тем способом производства, который долгое время было принято именовать «азиатским».
Разработка теории первобытной экономики сделала возможным создание периодизации эволюции первобытного общества. Были выделены стадии (1) раннего первобытного общества, (2) позднего первобытного общества и (3) предклассового общества. Эта периодизация сейчас широко используется в российской науке. Развивая дальше эту периодизацию, Семёнов пришёл к выводу, что две первые ступени развития первобытного общества представляют собой не стадии эволюции одной общественно-экономической формации, а две тесно связанные, но, тем не менее, разные общественно-экономические формации: первобытно-коммунистическую и первобытно-престижную. Во второй первобытной формации огромную роль играла т. н. «престижная экономика».
Резонанс. Религиовед и этнограф П. И. Пучков в своей рецензии на книгу «Экономическая этнология» дал монографии общую высокую оценку и отметил, что «исследование Семёнова и по теоретической глубине, и по глобальности охвата темы (использован материал более чем по 400 народам), безусловно, представляет собой новую ступень в изучении первобытной экономики». «Следует также отметить, — акцентировал рецензент, — что книга Семёнова — единственное в российской этнологической науке подробное исследование социально-экономических отношений в первобытном обществе, которые к тому же показаны в своем развитии».
Историк А. В. Коротаев в полемической статье «Некоторые проблемы эволюции архаических (и не только архаических) обществ», рассматривая монографию Семёнова «Экономическая этнология. Первобытное и раннее предклассовое общество» (1993) и статью «Переход от первобытного общества к классовому: пути и варианты развития» (1993), писал: «Действительно, о существовании альтернатив ставшей к настоящему времени почти классической схемой социально-политической эволюции „локальная группа — вождество — сложное вождество — раннее государство“ некоторые исследователи писали задолго до Ю. И. Семёнова. Но только Ю. И. Семёнов дал подробное рассмотрение и достаточно строгое описание на гигантском фактическом материале основных альтернатив вождеству. И мне не известны какие-либо полноценные аналоги подобной работе не только у нас, но и на Западе…». Вместе с тем в примечаниях к статье Коротаев отметил: «Хотя в указанной выше работе [статье 1993 года] марксистская ортодоксия Ю. И. Семёнова сыграла с ним, на мой взгляд, злую шутку, не позволив ему извлечь из того колоссального фактического материала, который был им проработан, всех тех выводов, которые можно было бы сделать, отказавшись от некоторых марксистских догм, например от отождествления общего уровня развития архаических обществ с уровнем развития в них отношений эксплуатации».

### Политарный способ производства
При исследовании социально-экономической структуры предклассового общества Семёнов выявил существование трёх новых форм эксплуатации человека человеком, лежащих в основе трех неосновных (нестадиальных) способов производства, которые он назвал доминарным, магнарным и нобиларным способами производства. В последующем он пришёл к выводу, что в предклассовом обществе параллельно существовало, по меньшей мере, шесть социально-экономических типов социоисторических организмов и поэтому его нельзя охарактеризовать как общественно-экономическую формацию. Один из этих типов — формирующееся общество с «азиатским способом производства». Именно это общество дало начало первым классовым социоисторическим организмам, первым цивилизациям.
Юрий Иванович многие годы работал над проблемой «азиатского» способа производства, а тем самым и «азиатской» общественно-экономической формации. Его работа, в которой он первым в СССР, по его собственному утверждению, после насильственного прекращения властью в начале 1930-х годов первой дискуссии об азиатском способе производства выступил с критикой безраздельно господствовавшей в советской исторической и философской науке точки зрения на социально-экономический строй Древнего Востока как на рабовладельческий, была опубликована ещё в 1957 году. И только спустя семь лет (в 1964 году) не только в СССР, но и среди последователей марксизма во всём мире, началась вторая дискуссия об азиатском способе производства, в которой учёный принял самое активное участие на стороне противников ортодоксального взгляда.
В результате многолетних научных разработок Юрий Иванович пришёл к выводу, что суть «азиатского» (политарного — по терминологии Семёнова) способа производства заключается в общеклассовой частной собственности как на средства производства, так и на личности производителей. Поскольку общеклассовая частная собственность всегда приобретает форму государственной, то это неизменно влечёт за собой совпадение класса эксплуататоров если и не со всем государственным аппаратом, то, во всяком случае, с его ядром. Члены господствующего класса — политаристы — владели средствами производства и производителями материальных благ только сообща. Поэтому они вместе взятые с неизбежностью входили в особую иерархически организованную систему распределения прибавочного продукта — политосистему. Глава этой системы, а тем самым и государственного аппарата, был верховным распорядителем общеклассовой частной собственности и, соответственно, прибавочного продукта. Согласно Семёнову, политарха от других правителей отличает фактическое право на жизнь и смерть подданных, причём всех без исключения — как эксплуатируемых, так и эксплуататоров.
Становление политаризма невозможно без систематического массового террора, что, согласно Семёнову, объясняет среди прочего разгул инквизиции и опричнину Ивана Грозного в XVI веке и сталинские репрессии в XX веке.
Древнеполитаризм, как и феодализм, по Семёнову, — «двухэтажный» способ производства. Он включает в себя в качестве своего глубинного основания крестьянско-общинный способ производства. Собственность на средства производства вообще, на землю прежде всего, — здесь расщеплена: общеклассовая политарная частная собственность оказывается не полной, а верховной, и вместе с этим она представляет собой собственность не только на землю, но и на личности непосредственных производителей. Крестьянские общины или отдельные крестьянские дворы — подчинённые собственники земли, а входящие в них крестьяне — подчинённые собственники своей личности, а тем самым и своей рабочей силы. Для двух остальных вариантов древнеполитарного способа производства была характерна не верховная, а полная общеклассовая частная собственность. Они были одноэтажными.
Общая теория политарного способа производства, а тем самым и политарной общественно-экономической формации, была изложена в работе, которая была написана в 1974 году, рекомендована к публикации в сборнике работ сектора истории первобытного общества Института этнографии, выброшена в издательстве «Наука» из него и, в конце концов, в сокращённом виде и под другим названием («Об одном из типов традиционных социальных структур Африки и Азии: прагосударство и аграрные отношения») напечатана в 1980 году в одном из сборников Института востоковедения.
В дальнейшем Семёнов обнаружил, что существует не один, а несколько политарных способов производства. Один из них — древнеполитарный способ, возникший на Древнем Востоке и просуществовавший в Азии до конца XIX в. Он бытовал в двух видах («городском» и «сельском») и в трёх формах (политообщинной, политодоминарной и политомагнарной). Разные варианты политарного способа производства возникали в разные эпохи в Спарте, Древнем Риме, Северной Европе, в России, в Западной Европе начала нового времени.
Два новых политарных способа производства появились в XX веке.
Один из них — неополитарный — возник в России после Октябрьской революции 1917 года. Так исследование предклассового и ранних классовых обществ привело к пониманию сущности социально-экономического строя СССР. К выводу о том, что в СССР и в других стран т. н. «социалистического лагеря» существовал не социализм, а неополитаризм, Семёнов окончательно пришёл ещё в начале 70-х годов. Статья, в которой была изложена теория политарного способа производства, была, по его словам, потому и выброшена из сборника, что заведующий отделом археологии и этнографии издательства «Наука» понял, что все основные её положения вполне могут быть применены для характеристики и советского общества. Более или менее детальная картина становления неополитаризма в СССР была нарисована в статье, написанной в начале 1991 года, категорически отвергнутой журналами «Социологические исследования» и «Свободная мысль» и, наконец, опубликованной в расширенном виде в 1993 году в мало кому известном малотиражном альманахе «Российский этнограф». Она называлась «Россия: что с ней случилось в двадцатом веке».
Другой — политарно-капиталистический — сформировался в Италии, Германии и некоторых других странах Европы в 20-30-е гг.
В 2008 году был издан сборник работ «Политарный способ производства: сущность и место в истории человечества и России», в котором были собраны наиболее важные работы Семёнова по вопросам политаризма.

#### Критика
С резкой критикой концепции Семёнова выступил российский социолог Александр Тарасов, который также обвинил учёного в излишнем словотворчестве. «Смысл терминотворчества неясен. Зачем, например, Семёнову понадобилось придумывать такое страшилище, как „урбополитархии“? Чем ему не нравится давно существующий и всем понятный термин „города-государства“?» — задаётся вопросом рецензент. Тарасов также указывал, что Семёнов, заявив о существовании общеклассовой частной собственности, не привёл никаких доказательств её существования, по сути подменив этим понятием понятие «государственная собственность». Тарасов приходит к выводу, что в основе своей теория «политаризма» (или двух «политаризмов» — «агро» и «индустро») — заимствованная у Шафаревича, только тот называл это «социализмом». Классовую сущность своего «политаризма» Семёнов позаимствовал у Восленского, Джиласа, Рицци и т. д. «То есть оригинального в теории, — резюмирует автор рецензии, — только терминология и изобретение мелких не существующих в природе „способов производства“».
Развёрнутый ответ Семёнова на рецензию Тарасова под заголовком «Дилетантизм против науки (размышления об одной рецензии)» был опубликован журналом «Скепсис». В статье учёный показал, что «рецензент не дал себе труда вникнуть в позицию автора и тем самым понять суть его доказательств. Во многом это связано с тем, что он вкладывает в используемые им термины иной смысл, чем автор». Отвечая на утверждение Тарасова, что общеклассовая частная собственность не может существовать в принципе, Юрий Иванович отметил: «постоянно оперируя понятием частной собственности, А. Н. Тарасов нигде и никак его не определяет. Я же в своей книге подробно объясняю, что именно я понимаю под частной собственностью. Человеку, выступающему с критикой моей точки зрения, нужно же хотя бы попытаться доказать, что данное мною определение частной собственности ошибочно, никуда не годится. Но ничего этого и в помине нет». Семёнов подробно рассмотрел все остальные замечания рецензента, резюмируя, что в основе всех претензий Тарасова — или его невнимательность при чтении книги, нежелание вникнуть в её содержание, либо попытка вложить в основные категории исторического материализма то значение, которое сами классики марксизма в него не вкладывали.
Обстоятельной критике концепцию политарного способа производства подверг другой представитель советского «творческого марксизма» В. П. Илюшечкин. Он отмечал, что «Ю. И. Семёнов <…> следует вульгарной трактовке [теории общественных формаций], согласно которой общественные способы производства определяются в антагонистических обществах по господствующей форме эксплуатации, то есть как технологические способы производства». В работах Маркса, указывает учёный, термин «способ производства» употребляется в двух разных значениях — в социологическом смысле (общественные способы производства) и в обыденном значении (технологические способы производства). Семёнов же, не различая эти два разные понятия, придал термину единственное значение — общественный способ производства, что совершенно ошибочно с точки зрения теоретических и методологических положений теории общественных формаций.

### Глобально-стадиальная концепция мировой истории
Семёнов развил формационную теорию и создал глобально-стадиальную (эстафетно-стадиальную) концепцию мировой истории. В период с 1970 по 1980 гг. им было опубликовано несколько работ, в которых давалась эстафетная интерпретация смены ряда общественно-экономических формаций. Почти все они были переведены за рубежом. Согласно концепции Семёнова, ни одно общество не обязано проходить все формации, на чём настаивала советская историческая наука. Последние социоры не проходят той стадии, на которой находились первые, не повторяют их движение. Выходя на магистраль человеческой истории, они сразу начинают движение с того места, на котором остановились ранее бывшие супериорными социоисторические организмы. Такая интерпретация смены общественно-экономических формаций может быть названа глобально-формационным, а более широко — глобально-стадиальным пониманием истории.
Именно такое понимание всемирной истории было изложено и обосновано во многих работах Семёнова и наиболее полно в книге «Философия истории от древности до наших дней: Общая теория, основные проблемы, идеи и концепции» (2003). Такое понимание делало совершенно необходимым учёт связей не только «вертикальных», диахронных, то есть, связей между различными стадиями развития тех или иных социоисторических организмов, но и связей «горизонтальных», синхронных, то есть связей между одновременно существующими и воздействующими друг на друга социоисторическими организмами. Семёновым была разработана и введена в оборот целая система понятий, конкретизирующих глобально-формационное понимание всемирно-исторического процесса: межсоциорное взаимодействие, социорная индукция, исторические миры, исторический центр (мировая историческая система) и историческая периферия, супериорные и инфериорные социоисторические организмы, супериндукция и инфраиндукция, супериоризация, латерализация, общественно-экономическая параформация, ультрасупериоризация, историческое гнездо, историческая арена, центральное всемирно-историческое пространство, историческая зона.
Проанализировав развитие Руси-России от истоков до наших дней, Юрий Иванович Семёнов установил, что в конце XIX века Россия оказалась в зависимости от западной мировой капиталистической системы и в России, соответственно, утвердился периферийный капитализм. Тем самым была раскрыта сущность Октябрьской революции 1917 года. Её объективная задача состояла не в утверждении социализма, а в освобождении России от зависимости от Запада и тем самым в ликвидации периферийного капитализма. Она была не социалистической, а социорно-освободительной и тем самым антикапиталистической. В силу недостаточного уровня развития производительных сил в России после победы революции начался процесс становления частной собственности в форме общеклассовой частной собственности, который завершился возникновением неополитарного общества. Крушение советской системы, согласно Семёнову, тоже произошло в полном соответствии с законами существования политаризма. В идеальном политарном обществе, по его мнению, члены господствующего класса не обладают никакой частной собственностью. Однако во всех политарных обществах (и в древних, и в советском) члены государственного аппарата стремились к персонализации собственности — к разделу между собой прежних государственных средств производства. В случае с Россией персонализация (или приватизация) привела к появлению двух эксплуататорских классов — имеющего первостепенное значение «класса переродившихся капиталистов» и подчинённого ему капиталистического класса.
Резонанс. Несмотря на то, что Семёнов отстаивал свою глобально-стадиальную концепцию всемирной истории на протяжении нескольких десятилетий, начиная с 1970-х гг., несмотря на то, что его работы по этой тематике переводились и публиковались за рубежом, данная концепция в равной степени не была ни принята, ни опровергнута его коллегами. В рецензии на «Философию истории» Д. В. Джохадзе назвал книгу «бесценным приобретением мирового обществоведения», однако столь высокая оценка была дана исследованию развития философии истории, которую предпринял автор на основе богатейшего количества источников (библиография книги содержит 1450 наименований), но о собственной теории Семёнова, которой посвящён отдельный раздел книги, рецензент умолчал. Таким же образом поступил и Юрий Муравьев, также в целом давший высокую оценку книги.

### Теория этноса и нации
Семёнов развил теорию этноса и нации. Он полагал, что этносов в первобытную эпоху не было. Слово «народ» применительно к этому времени означает не этнос, а конгломерат демосоциальных организмов с общими культурой и языком. Учёный выявил, что нация не является одной из форм этнической общности. Индивидов, принадлежащих к одной нации, объединяет не культура, язык и этническое самосознание, как членов этноса, а наличие общего отечества. Нация есть явление не этническое, а прежде всего политическое.
Ещё в 1966 году в журнале «Народы Азии и Африки» была опубликована статья Семёнова «Из истории теоретической разработки В. И. Лениным национального вопроса», в которой была дана критика работы И. В. Сталина «Марксизм и национальный вопрос». Семёнов утверждал, что эта работа представляет собой не теоретический труд, а одну из многих выходивших в то время популярных брошюр. Позже учёный включился в дискуссию о понятии «нация» и предложил свою собственную дефиницию. Согласно Семёнову, нация — это совокупность людей, объединённых общим отечеством. В отличие от этноса, с которым нацию нередко ошибочно отождествляют, нация — явление политической жизни, наиболее отчётливо она находит своё выражение в национальных движениях. Идея национального единства, без которой нет нации, могла оформиться только в борьбе за создание единого отечества или обретение им независимости.
Резонанс. В одной из своих работ Юрий Иванович вспоминал: «Спустя некоторое время я узнал, что руководством отдела науки ЦК КПСС был поставлен вопрос о необходимости включения в программы курсов по философии, научному коммунизму и истории партии в качестве обязательной работы И. В. Сталина „Марксизм и национальный вопрос“. С большим трудом противникам этого предложения всё же удалось провалить его. И важным их аргументом являлась ссылка на мою статью, в которой, как они указывали, работа Сталина была полностью развенчана».

## Педагогическая деятельность
В одном из интервью Семёнов признавался, что преподавательская работа обеспечивала ему стабильный доход и позволяла заниматься наукой
в свободное время (работать в научно-исследовательских учреждениях Юрий Иванович отказывался - «чтобы сохранить возможность заниматься в области науки только тем, что меня интересовало»). Семёнов признавал, что любит преподавать и с удовольствием это делает, хотя преподавание отнимало много времени, которое могло быть затрачено на науку. «Иногда читатели моих книг, — признавался учёный, — говорят, что в них все изложено стройно, логично, предельно ясно и понятно. Это во многом результат практики преподавания, которая требует четкого, ясного и понятного изложения материала. Я никогда, даже в старые времена, не излагал содержания тех или иных учебников. Я всегда читал курсы, которые принято называть авторскими, и в них излагал результаты своих собственных исследований в области философии и других наук».
А. В. Пименов, заведующий кафедрой истории МФТИ, в своих воспоминаниях о студенческих годах писал: «Знаменитый этнограф и историк первобытного общества Ю. И. Семёнов читал курс, который назывался „историческим материализмом“. В действительности же это был строгий, иногда ироничный и поистине бесстрашный анализ исторического процесса, звучавший тем более убедительно, что Юрий Иванович говорил очень просто и неброско по форме, с той интонацией рассуждения вслух, которая доступна только тем, кто действительно думает о науке и для кого преподавание — один из способов отрешиться от утомительных мелочей повседневности. А между тем на дворе был 1983 г., и когда речь заходила о роли личности в истории — этот сюжет Ю. И. Семёнов иллюстрировал, в подробностях рассматривая феномен сталинизма, — вдруг становилось ясно, что интеллектуальная смелость и гражданское мужество действительно сродни друг другу».

## Комментарии
1. ↑  С высокой долей вероятности можно говорить о гуманитарной сфере, в математике были примеры гораздо более молодых докторов.

## Список работ
Полный список работ состоянием на 2004 год приведён в номерах журнала «Этнографическое обозрение» (№ 1, 1997; № 5, 1999; № 6, 2004).
Книги
- Возникновение человеческого общества. — Красноярск: Изд-во КГПИ, 1962. — 672 с.
- Как возникло человечество. — М.: Наука, 1966. — 567 с. — 40 000 экз.
- Происхождение брака и семьи. — 1-е изд. — М.: Мысль, 1974. — 308 с. — 15 000 экз.
- Семёнов Ю. И. Развитие общественно-экономических формаций и объективная логика эволюции религии // Вопросы научного атеизма. Вып. 20. Актуальные проблемы истории атеизма и религии / Редкол. А. Ф. Окулов (отв. ред.); Акад. обществ. наук ЦК КПСС. Ин-т научного атеизма. — М.: Мысль, 1976. — С. 43—61. — 327 с. — 19 200 экз.
- На заре человеческой истории. — М.: Мысль, 1989. — 318 с. — 50 000 экз.
- Экономическая этнология. Первобытное и раннее предклассовое общество. Ч. 1-3 // Материалы к серии «Народы и культуры». Вып. ХХ. Экономическая этнология. Книга 1. М., Институт этнологии и антропологии РАН. 1993. 710, XXV с.
- Введение во всемирную историю. Вып. 1. Проблема и понятийный аппарат. Возникновение человеческого общества. — М.: Изд-во МФТИ, 1997. — 202 с.
- Введение во всемирную историю. Вып. 2. История первобытного общества. — М.: Изд-во МФТИ, 1999. — 192 с.
- Введение во всемирную историю. Вып. 3. История цивилизованного общества (XXX в. до н. э. — XX в. н. э.). — М.: Изд-во МФТИ, 2001. — 208 с.
- Философия истории. (Общая теория, основные проблемы, идеи и концепции от древности до наших дней). — М.: Современные тетради, 2003. — 776 с. — 2500 экз.
- Политарный («азиатский») способ производства: сущность и место в истории человечества и России. — М.: Волшебный ключ, 2008. — 401 с. — 500 экз.
- Происхождение брака и семьи. — 2-е издание, дополненное. — М.: Красанд, 2010. — 312 с. — (Академия фундаментальных исследований: этнология).
- Введение в науку философии. Книга 1. Предмет философии, её основные понятия и место в системе человеческого знания. — М.: Либроком, 2013. — 224 с.
- Введение в науку философии. Книга 2. Вечные проблемы философии. От проблемы источника и природы знания и познания до проблемы императивов человеческого поведения. — М.: Либроком, 2013. — 344 с.
- Введение в науку философии. Книга 3. Марксистский прорыв в философии. — М.: Либроком, 2013. — 240 с.
- Введение в науку философии. Книга 4. Современные проблемы теории познания, или Логики разумного мышления (умозримый мир в себе и для нас, факты, проблема, понимание и объяснение, идея, интуиция, холия, гипотеза, теория). — М.: Либроком, 2013. — 304 с.
- Введение в науку философии. Книга 5. Проблема истины. Мышление, воля и мозг. — М.: Либроком, 2013. — 232 с.
- Введение в науку философии. Книга 6. Трудная судьба философии диалектического материализма (конец XIX — начало XXI в.). — М.: Либроком, 2013. — 232 с.
- Происхождение и развитие экономики. От первобытного коммунизма к обществам с частной собственностью, классами и государством (древневосточному, античному и феодальному). — М.: Красанд, 2014. — 720 с. — ISBN 978-5-396-00584-6.

Статьи в журналах и сборниках
- Семенов Ю. И. Возникновение и основные этапы развития труда (в связи с проблемой становления человеческого общества). — Ученые записки Красноярского педагогического института. — 1956. — Т. 6, вып. 2. — С. 115—224.
- Семенов Ю. И. К вопросу о первой форме классового общества. — Ученые записки Красноярского педагогического института. — 1957. — Т. 9, вып. 1. — С. 237—260.
- Семенов Ю. И. Объективная логика развития высшей нервной деятельности животных. — Ученые записки Красноярского педагогического института. — 1958. — Т. 12, вып. 2. — С. 1—59.
- Семенов Ю. И. Материальное и идеальное в высшей нервной деятельности животных. — Ученые записки Красноярского педагогического института. — 1958. — Т. 12, вып. 2. — С. 60—110.
- Семенов Ю. И. О причине матрилинейности первоначального рода. — Ученые записки Красноярского педагогического института. — 1958. — Т. 13, вып. 2. — С. 175—182.
- Семенов Ю. И. В. И. Ленин о тождестве логики, диалектики и теории познания диалектического материализма. — Красноярск, 1958. — 32 с.
- Семенов Ю. И. К дискуссии по проблемам возникновения труда и становления человеческого общества // Советская антропология. — 1958. — № 4. — С. 109—126.
- Семенов Ю. И. «Происхождение семьи, частной собственности и государства» Ф. Энгельса и современные данные этнографии // Вопросы философии. — 1959. — № 7. — С. 137—147.
- Семенов Ю. И. Правда о сектантстве и сектантах. — Красноярск : Красноярское книжное издательство, 1959. — 68 с.
- Семенов Ю. И. Выступление на Всесоюзном совещании по философским вопросам естествознания. — Философские вопросы современного естествознания. — М. : Издательство Академии наук СССР, 1959. — С. 648—649.
- Семенов Ю. И. О месте «классических» неандертальцев в человеческой эволюции // Вопросы антропологии. — 1960. — Вып. 3. — С. 46—65.

То же на рум. языке // Analele romina-sovetica. Seria biologie. 1961. № 2(49).
- Семенов Ю. И. Письмо в редакцию // Вестник древней истории. — 1960. — № 4. — С. 204—205.
- Семенов Ю. И. В. И. Ленин о творческом характере человеческого познания. — Бессмертная сила идей ленинизма / Ученые записки Красноярского педагогического института. — 1960. — Т. 18. — С. 72—87.
- Семенов Ю. И. В.И. Ленин о категории «общественно-экономический уклад». — Бессмертная сила идей ленинизма / Ученые записки Красноярского педагогического института. — 1960. — Т. 18. — С. 227—244.
- Семенов Ю. И. Возникновение человеческого общества. — Красноярск : Красноярский государственный педагогический институт, 1962. — 672 с.
- Семенов Ю. И. О корнях религии и философского идеализма // Философские записки (Труды методологического семинара). — Красноярск, 1962. — С. 125—131.
- Семенов Ю. И. Рецензия на книгу: Social Life of Early Man. New York, 1961 // Вопросы антропологии. — 1963. — Вып. 14. — С. 117—121.
- Семенов Ю. И. Групповой брак, его природа и место в эволюции семейно-брачных отношений. — М., 1964. — 11 с.
- Семенов Ю. И. Групповой брак, его природа и место в эволюции семейно-брачных отношений; // Труды VII Международного конгресса антропологических и этнографических наук. — М. : Издательство «Наука». Главная редакция восточной литературы, 1967. — Т. 4. — С. 26—32.
- Семенов Ю. И. Категория «общественно-экономический уклад» и ее значение для философской и исторических наук // Философские науки. — 1964. — № 3. — С. 25—33.
- Семенов Ю. И. Возникновение общественных отношений. — У истоков человечества. — М. : Издательство Московского университета, 1964. — С. 281—317.

То же на нем. яз.: Semjonow J. I. Die Entstehung gesellschaftlicher Verhältnisse // Gesellschaftswissenschaftliche Beiträge. — 1966. — H. 8. — S. 879—898.
То же на япон. языке // Специальный гуманитарный сборник. № 8, № 9. Токио, 1969.
- Семенов Ю. И. Учение Моргана, марксизм и современная этнография // Советская этнография. — 1964. — № 4. — С. 170—185.

То же на англ. яз.: Semenov Yu. The Doctrine of Morgan , Marxism and Contemporary Ethnology // Soviet Anthropology and Archaeology. — 1965. — Vol. 4.
- Семенов Ю. И. К постановке психофизиологической проблемы. — Научные труды Рязанского медицинского института. — 1964. — Т. 20. — С. 9—14.
- Семенов Ю. И. Лекция по философии как важнейшее средство формирования научного мировоззрения и метода познания у студентов // Материалы межвузовской научно-теоретической конференции по проблеме «Роль преподавателей общественных наук в идейно-политическом воспитании студентов». — Рязанское отделение издательства «Московский рабочий», 1964. — С. 78—87.
- Семенов Ю. И. Проблема становления классов и государства в странах Древнего Востока // Народы Азии и Африки. — 1965. — № 3. — С. 160—171.
- Семенов Ю. И. Проблема социально-экономического строя Древнего Востока // Народы Азии и Африки. — 1965. — № 4. — С. 69—89.

Semenov Yu. То же на франц.яз.: Premičres societes de classes et mode de production asiatique // Recherches internationales a la lumiere du marxisme. — 1967. — № 57—58.
То же на англ. яз.: Semenov I. The Problem of the Socio-economic Order of the Ancient East // North American Archaeologist. — 1965. — No. 4.
То же на англ. яз.: Semenov I. The Problem of the Socio-economic Order of the Ancient East // Introduction to Soviet Ethography. — Calif : Berkeley, 1974. — Vol. II. — С. 575—604.
- Семенов Ю. И. О периодизации первобытной истории // Советская этнография. — 1965. — № 5. — С. 74—93.

То же на нем. яз.: Semenov Ju. I. Über die Periodisierung der Urgeschichte // Ethnographisch‐Archäologische Zeitschrift. — 1967. — No. 8. — S. 15—38.
То же на нем. яз.: Semenov Ju. I. Über die Periodisierung der Urgeschichte // Matriarchat und Patriarchat. Zur Enstechung der Familie. — Frankfurt am Main, 1986.
То же на япон. языке // Специальный гуманитарный сборник. № 5. 1968.
- Семенов Ю. И. О некоторых вопросах становления человеческого общества // Вопросы философии. — 1965. — № 6. — С. 170—175.
- Семенов Ю. И. Категория «социальный организм» и ее значение для исторической науки // Вопросы истории. — 1966. — № 7. — С. 87—106.
- Семенов Ю. И. Как возникло человечество. — М. : Наука, 1966. — 576 с.
- Семенов Ю. И. Советские историки о становлении классового общества в древнем Китае // Народы Азии и Африки. — 1966. — № 1. — С. 151—161.
- Семенов Ю. И. В.И. Ленин о категории «факт». — Материалы научно-теоретической конференции кафедр общественных наук Рязанского медицинского института. — Рязань, 1966. — С. 18—20.
- Семенов Ю. И. В.И. Ленин о социализме и социалистическом государстве. — Материалы научно-теоретической конференции кафедр общественных наук Рязанского медицинского института. — Рязань, 1966. — С. 34—39.
- Семенов Ю. И. Из истории теоретической разработки В. И. Лениным национального вопроса // Народы Азии и Африки. — 1966. — № 4. — С. 106—129.

То же на венгерск. языке: Будапешт, 1973.
То же на япон. языке: Т. 1-2. Токио. 1970—1971.
- Семенов Ю. И. К определению понятия «нация» // Народы Азии и Африки. — 1967. — № 4. — С. 86—102.
- Первобытнообщинный строй / Семенов Ю. И., Файнберг Л. А. // Советская историческая энциклопедия : в 16 т. / под ред. Е. М. Жукова. — М. : Советская энциклопедия, 1967. — Т. 10 : Нахимсон — Пергам. — Стб. 1005—1012.
- Семенов Ю. И. Первобытнообщинная формация // Философская энциклопедия. — М., 1967. — Т. 4. — С. 234—236.
- Семенов Ю. И. Новые американские издания «Древнего общества» Л. Моргана // Советская этнография. — 1967. — № 5. — С. 182—185.
- Семенов Ю. И. Выступление на симпозиуме по учению Л. Моргана. — Труды VII Международного конгресса антропологических и этнографических наук. — М. : Наука. Главная редакция восточной литературы, 1967. — Т. 4. — С. 451—457.
- Семенов Ю. И. Выступление [второе] на симпозиуме по учению Л. Моргана. — Труды VII Международного конгресса антропологических и этнографических наук. — М. : Наука. Главная редакция восточной литературы, 1967. — Т. 4. — С. 505—508.
- Семенов Ю. И. Социалистическая революция - скачок из царства необходимости в царство свободы. — Рязанский медицинский институт. Труды юбилейной научной конференции, посвященной 50-летию Великой Октябрьской социалистической революции. — Рязань, 1967. — С. 3—8.
- Семенов Ю. И. О некоторых теоретических проблемах истории первобытности // Советская этнография. — 1968. — № 4. — С. 75—86.
- Семенов Ю. И. Об одной из ранних нерабовладельческих форм эксплуатации. — Разложение родового строя и формирование классового общества. — М. : Наука, 1968. — С. 25—290.
- Семенов Ю. И. Льюис Генри Морган: легенда и действительность // Советская этнография. — 1968. — № 6. — С. 3—24.
- Семенов Ю. И. О структуре раннеродового общества. — История, археология и этнография Средней Азии. — М. : Наука, 1968. — С. 267—274.
- Семенов Ю. И. Проблема начального этапа родового общества. — Проблемы истории докапиталистических обществ. — М. : Наука, 1968. — Кн. 1. — С. 156—222.
- Семенов Ю. И. Детерминизм абсолютный (лапласовский) и детерминизм диалектический. — Философские проблемы современной физики. — М. : Издательство «Знание», 1969. — С. 237—252.
- Семенов Ю. И. Сущность математизации физики как одной из причин ее методологического кризиса в начале XX в.. — Тезисы докладов и сообщений на Всесоюзной конференции-семинаре «В.И. — Ленин и философские проблемы физики» М. : Знание, 1969. — С. 137—141.
- Семенов Ю. И. Рецензия на книгу: Н.А. Бутинов. Папуасы Новой Гвинеи. М, 1968. // Советская этнография. — 1969. — № 3. — С. 163—170.
- Семенов Ю. И. Проблема перехода от материнского рода к отцовскому (Опыт теоретического анализа) // Советская этнография. — 1970. — № 5. — С. 57—71.

То же на англ. яз.: Semenov J. I. The Problem of the Transition From the Matrilineal to the Patrilineal Clan // Советская этнография. — 1976—1977. — Vol. 15, no. 2—3. — P. 3—28.
- Семенов Ю. И. Теория общественно-экономических формаций и всемирный исторический процесс // Народы Азии и Африки. — 1970. — № 5. — С. 82—95.

То же на англ. яз.: Semenov Yu. The theory of socioeconomic systems and the process of world history // Soviet Anthropology and Archaeology. — 1977. — Vol. 16, no. 1. — P. 3—26.
- Семенов Ю. И. Рецензия на книгу: Общественный строй у народов Северной Сибири. М.,1970 // Советская этнография. — 1971. — № 4. — С. 169—172.
- Семенов Ю. И. По поводу рецензии В.М. Бахты // Народы Азии и Африки. — 1971. — № 3. — С. 245—247.
- Семенов Ю. И. Проблема исторического соотношения материнской и отцовской филиаций у австралийцев // Советская этнография. — 1971. — № 6. — С. 101—111.
- Семенов Ю. И., Вайнштейн С. И. Рецензия на книгу: Ю.П. Аверкиева. Индейское кочевое общество XVIII-XIX вв. М., 1970 // Советская этнография. — 1971. — № 6. — С. 188—191.
- Семенов Ю. И. От кого произошел Homo sapieтs? // Природа. — 1971. — № 11. — С. 50—63.
- Семенов Ю. И. Познание и творчество. — Современная физика и проблемы марксистско-ленинской теории познания. — М., 1972. — С. 9—16.
- Семенов Ю. И. Выступление на дискуссии об абсолютизме в России // История СССР. — 1972. — № 4. — С. 72—73.
- Семенов Ю. И. Теоретические проблемы «экономической антропологии». — Этнологические исследования за рубежоМ. — М. : Наука, 1973. — С. 30—76.
- Семенов Ю. И. Происхождение Homo sapiens // Биология в школе. — 1973. — № 1. — С. 3—13.
- Семенов Ю. И. Происхождение Homo sapiens // Биология в школе. — 1973. — № 2. — С. 5—14.

То же на англ. языке // Philosophy of Social Sciences. 1974. Vol. 4. № 2-3.
- Семенов Ю. И. Не люди, а предлюди // Природа. — 1973. — № 2. — С. 77—78.
- Семенов Ю. И. Рецензия на книгу: М.В. Крюков. Система родства китайцев (эволюция и закономерности). М., 1972 // Советская этнография. — 1973. — № 2. — С. 165—169.
- Семенов Ю. И. О материнском роде и оседлости в позднем палеолите // Советская этнография. — 1973. — № 4. — С. 52—65.
- Семенов Ю. И. Марксистско-ленинская теория общественно-экономических формаций и исторический процесс // Философские науки. — 1973. — № 5. — С. 3—13.

То же на нем. яз.: Semjonow J. I. Zur Diskussion über die ökonomische Gesellschaftsformation als historisches Entwicklungsstadium // Sowjetwissenschaft Gesellschaftswissenschaftliche Beiträge. — 1974. — H. 2. — S. 3—13.
То же на испан. языке: Habana,
- Семенов Ю. И. Место советского народа среди исторических общностей людей // Народы Азии и Африки. — 1973. — № 5. — С. 44—58.
- Семенов Ю. И. Происхождение брака и семьи. — М. : Мысль, 1978. — 310 с.

То же на вьетнам. языке: Ханой, 1978
То же на кит. языке: Пекин, 1983
- Семенов Ю. И. Рецензия на книгу: M. Sahlins. Stone Age Economics // Советская этнография. — М., 1974. — № 4. — С. 168—172.
- Брак и семья: возникновение и развитие
- Семенов Ю. И. Развитие общественно-экономических формаций и объективная логика эволюции религии // Атеизм и религия. Проблемы истории и современность. — М., 1974. — Вып. 1. — С. 55—77.
- Семенов Ю. И. Объединения обезьян и человеческое общество // Советская этнография. — 1974. — № 5. — С. 115—119.
- Семенов Ю. И. Религия: логика эволюции // Наука и религия. — 1974. — № 11. — С. 14—19.
- Семенов Ю. И. Рецензия на книгу: Ю.В. Бромлей. Этнос и этнография. М., 1973 // Философские науки. — 1974. — № 6. — С. 159—161.
- Semenov Yu. Comment on the article of P. Bohannan «Rethinking Culture» // Current Anthropology. — 1974. — Vol. 15, no. 2. — P. 116.
- Semenov Yu. On the Northwest Society // Current Anthropology. — 1974. — Vol. 15, no. 2. — P. 200.
- Первобытнообщинный строй / Семенов Ю. И. // Отоми — Пластырь. — М. : Советская энциклопедия, 1975. — С. 356—359. — (Большая советская энциклопедия : [в 30 т.] / гл. ред.  А. М. Прохоров ; 1969—1978, т. 19).
- Семенов Ю. И. Еще раз о материнском роде и брачных классах // Советская этнография. — 1975. — № 1. — С. 55—71.
- Семенов Ю. И. Марксизм и первобытность // Советская этнография. — 1975. — № 4. — С. 154—163.
- Семенов Ю. И. Марксистско-ленинская теория общественно-экономических формаций и всемирная история. — Актуальные проблемы марксистско-ленинского учения об общественно-экономических формациях. — М., 1975. — С. 53—87.
- Semenov Yu. I. Comment on the article of E. Gellner «The Soviet and the Savage» // Current Anthropology. — 1975. — Vol. 16, no. 4. — P. 612—614.
- Semenov Yu. Marxism and Primitive Society // Philosophy of Social Sciences. — 1975. — Vol. 5, no. 2. — P. 201—213.
- Семенов Ю. И. Первобытная коммуна и соседская крестьянская община. — Становление классов и государства. — М. : Наука, 1976. — С. 7—86.
- Семенов Ю. И. Значение категории «общественно-экономический уклад» для анализа социально-экономического строя общества // Философские науки. — 1976. — № 3. — С. 39—48.

То же на нем. языке // Jahrbuch des Museum fur Volkerkunde zu Leipzig. Bd. 30. 1980.
- Семенов Ю. И. О специфике производственных (социально-экономических) отношений первобытного общества // Советская этнография. — 1976. — № 4. — С. 93—113.

То же на кит. языке // Сборник статей по этнографии. Пекин, 1987.
- Семенов Ю. И. Религия, идеализм: сходство и различие // Наука и религия. — 1976. — № 9. — С. 45—51.
- Семенов Ю. И. Развитие общественно-экономических формаций и объективная логика эволюции религии // Вопросы научного атеизма. — М. : Мысль, 1976. — Вып. 20. — С. 43—61.
- Семенов Ю. И. Древняя Индия и античная Греция. — XIV международная конференция античников социалистических стран. Тезисы докладов. — Ереван : Издательство АН Армянской ССР, 1976. — С. 389—391.
- Семенов Ю. И. Об изначальной форме первобытных социально-экономических отношений // Советская этнография. — 1977. — № 2. — С. 15—28.

То же на кит. языке // Сборник статей по этнографии. Пекин, 1987.
- Семенов Ю. И.; Вайнштейн С. И. Рецензия на книгу: Г.Е. Марков. Кочевники Азии. М., 1976 // Советская этнография. — 1977. — № 5. — С. 163—166.
- Semenov Yu. Theoretical Problems of Ethnoeconomy // Ethnography and Related Sciences. — M. : «Social Sciences Today» Editorial Board USSR Academy of Sciences, 1977. — Vol. 5, no. 2. — P. 55—75.
- Семенов Ю. И. О некоторых теоретических проблемах экономики первобытного общества // Советская этнография. — 1978. — № 4. — С. 58—75.

То же на китайском языке // Сборник статей по этнографии. Пекин, 1987.
- Семенов Ю. И. Теория общественно-экономических формаций и всемирная история. — Общественно-экономические формации. Проблемы теории. — М. : «Мысль», 1978. — С. 55—89.

То же на словацком языке // Teoreticke problemy spoloceтsko-economickih formacii. Bratislava, 1981.
- Semenov Yu. On Morgan Kinship Theory // Current Anthropology. — 1978. — Vol. 19, no. 1. — P. 167—168.
- Semenov Yu. On Morgan Kinship Theory // Current Anthropology. — 1978. — Vol. 19, no. 1. — P. 167—168.
- Semjonow J. I. Ökonomische Gesellschaftsformation // Kategorien des historischen Materialismus. — Berlin : Dietz Verlag, 1978. — Vol. 19, no. 1. — S. 70—86.
- Semenov Yu. I., L. A. Faynberg. The Main Stages of the Evolution of Primitive Economy // Social Sciences. — 1978. — Vol. 9, no. 4. — P. 38—53.

То же на фр., нем. и испан. языках.
- Семенов Ю. И. О методике реконструкции развития первобытного общества по данным этнографии. — Этнография как источник реконструкции истории первобытного общества. — М. : Наука. Главная редакция восточной литературы, 1979. — С. 108—125.
- Семенов Ю. И. О стадиальной типологии общины. — Проблемы типологии в этнографии. — М. : Наука, 1979. — С. 75—91.

То же на англ. языке // Сommunity and its Types. M., 1982.
- Семенов Ю. И. Первобытнообщинный строй // Экономическая энциклопедия. Политическая экономия. — М. : Советская энциклопедия, 1979. — Т. 3. — С. 213—216.
- Семенов Ю. И. Некоторые вопросы теории общественно-экономических формаций. — Диалектика логического и исторического в формационном анализе. — М., 1979. — С. 8—16.
- Семенов Ю. И. Эволюция экономике раннего первобытного общества. — Исследования по общей этнографии. — М. : Наука, 1979. — С. 61—124.
- Семенов Ю. И. Об одном из типов традиционных социальных структур Африки и Азии: прагосударство и аграрные отношения. — Государство и аграрная эволюция в развивающихся странах Азии и Африки. — М. : Наука. Главная редакция восточной литературы, 1980. — С. 102—130.
- Семенов Ю. И. О сущности религии // Советская этнография. — 1980. — № 2. — С. 49—63.

То же на литов. языке: Вильнюс, 1984.
- Семенов Ю. И. Общественно-экономическая формация. — Категории исторического материализма. — М. : Мысль, 1980. — С. 74—90.

То же на словацком языке // Kategorie historickeho materialismu. Bratislava, 1982.
- Semenov Yu. The Theory of Socioeconomic Formations and World History / Ed. by E. Gellner // Soviet and Western Anthropology. — London : Duckworth, 1980. — С. 29—58.
- Семенов Ю. И. О системе категорий исторического материализма. — Проблема начала и исходной категории в теории исторического материализма. — М., 1981. — С. 45—53.
- Семенов Ю. И. Предмет философии. — Предмет философии и система философского знания. — Челябинск, 1981. — 39—42 с.
- Семенов Ю. И. Начало человеческой истории. — Марксистско-ленинская теория исторического процесса. Исторический процесс: действительность, материальная основа, первичное и вторичное. — М. : Наука, 1981. — С. 23—44.
- Semenov Yu. Socioeconomic Formations in Historical Process / Ed. by E. Gellner // Philosophy in USSR. Problems of Historical Materialism. — M. : Progress, 1980. — С. 33—51.
- Семенов Ю. И. Общественно-экономические уклады. — Теория общественно-экономической формации. — М. : Издательство «Наука», 1982. — С. 126—164.
- Семенов Ю. И. Кочевничество и некоторые общие проблемы теории хозяйства и общества // Советская этнография. — 1982. — № 2. — С. 48—59.
- Семенов Ю. И. О структуре стратифицированной сельской общины и ее роли в истории докапиталистических классовых обществ // Советская этнография. — 1982. — № 6. — С. 143—149.
- Semenov Yu. Facts and Theory in Ethnography / Ed. by E. Gellner // Problems of the European Ethnography and Folklore. — M. : Progress, 1982. — С. 201—204.
- Семенов Ю. И. Предпосылки становления человеческого общества // История первобытного общества. Общие вопросы. Проблемы антропосоциогенеза. — М. : Наука, 1983. — С. 228—292.
- Семенов Ю. И. Становление человеческого общества // История первобытного общества. Общие вопросы. Проблемы антропосоциогенеза. — М. : Наука, 1983. — С. 293—397, 406—420.
- Семенов Ю. И. Терминология и теория // Советская этнография. — 1983. — № 6. — С. 151—153.
- Семенов Ю. И. Рецензия на книгу: З.П. Соколова. Социальная организация хантов и манси. Проблема фратрии и рода. М., 1983 // Советская этнография. — 1983. — № 6. — С. 151—153.
- Семенов Ю. И. Первобытнообщинная формация // Философский энциклопедический словарь. — М. : Советская энциклопедия, 1983. — С. 486—487.
- Семенов Ю. И. Первобытнообщинная формация // Философский энциклопедический словарь: 2-е изд.. — М. : Советская энциклопедия, 1989. — С. 469—470.
- Семенов Ю. И. Основные этапы эволюции первобытной экономики // Народы Азии и Африки. — 1984. — № 1. — С. 56—67.
- Семенов Ю. И. Государство и право на Древнем Востоке // Народы Азии и Африки. — 1984. — № 2. — С. 101—104.
- Семенов Ю. И. Рецензия на книгу: Э.С. Годинер. Возникновение и развитие государства в Буганде. М., 1982 // Советская этнография. — 1984. — № 2. — С. 163—167.
- Семенов Ю. И. Рецензия на книгу: Э.С. Годинер. Возникновение и развитие государства в Буганде. М., 1982 // Советская этнография. — 1984. — № 2. — С. 163—167.
- Семенов Ю. И. Проблема перехода от первобытного общества к классовому в свете современных данных // Grundprobleme vorkapitalischer Gesellschaftsentwiklung. — 1984. — S. 163—167.

То же на нем. языке // Ibid. S. 146—149.
- Semjonow J. I. Ehe und Familie in F. Engels «Der Ursprung der Familie, des Privateigenthums und des Staats» // Altertums. — 1984. — № 3. — S. 177—182.
- Semjonow J. I. Matriarchat und Patriarchat // Zur Enstechung der Familie. — 1986. — № 3. — S. 104—111.
- Semjonow J. I. Avioliiton ja perheen alkupera (Происхождение брака и семьи. Доработ. и дополн. изд на фин. языке). — Zur Enstechung der Familie. — Moskva, 1984. — P. 277. — (Filosofis-kansatieteellinen tutkimus).
- Семенов Ю. И. Об особенностях развития производительных сил докапиталистических классовых обществ // Философские наукия. — 1985. — № 1. — С. 24—35.
- Семенов Ю. И. Эволюция религии: смена общественно-экономических формаций и культурная преемственность. — Этнографические исследования развития культуры. — М. : Издательство «Наука», 1985. — С. 198—243.
- Семенов Ю. И. Отклик на статью М. М. Громыко «Место сельской (территориальной, соседской) общины в социальном механизме формирования, хранения и изменения традиций» // Советская этнография. — 1985. — № 1. — С. 73—76.
- Семенов Ю. И. Типология ранних форм эксплуатации // Народы Азии и Африки. — 1985. — № 4. — С. 59—68.
- Semenov J. I. Les problemes theoriques de l'economie primitive et l'ethnologie occidentale // Editions du Progress. — 1985. — P. 66—88.
- Семенов Ю. И. Завершение становления человеческого общества и возникновение первобытной родовой общины. — История первобытного общества. Эпоха первобытной родовой общины. — М. : Наука, 1986. — С. 73—129.
- Семенов Ю. И. Завершение становления человеческого общества и возникновение первобытной родовой общины. — История первобытного общества. Эпоха первобытной родовой общины. — М. : Наука, 1986. — С. 73—129.
- Статьи в кн. Социально-экономические отношения и соционормативная культура. — М. : Наука, 1986.:

Антропосоциогенез (С. 24-27);
Взаимопомощь (С. 30-31);
Классы общественные (С. 65-67);
Обмен экономический (С. 93-96);
Общество первобытное (С. 96-107);
Организм социальный (С. 126—128);
Отношения производственные (С. 128—131);
Потребление (С. 147—148);
Продукт общественный (С. 155—156);
Производство (С. 156—159);
Распределение (С. 166—167);
Силы производительные (С. 180—182);
Собственность (С. 184—188. В соавт. с Д. Трайде);
Способ производства (С. 197—199. В соавт. с Д. Трайде);
Торговля (С. 293—294);
Труд (С. 204—205);
Уклад общественно-экономический (С. 205—207)
- Семенов Ю. И. О племени, народности и нации // Советская этнография. — 1986. — № 3. — С. 73—75.
- Семенов Ю. И. О племени, народности и нации // Советская этнография. — 1986. — № 3. — С. 73—75.
- Semjonow Ju . I. Über die Lage der Frau in der Urgesellschaft // Matriarchat und Patriarchat. Zur Enstechung der Familie. — Frankfurt am Main, 1986. — S. 112—134.
- Семенов Ю. И. Происхождение человека в свете современных данных // Вестник АН СССР. — 1987. — № 7. — С. 120—130.
- Семенов Ю. И. О предмете и внутренней структуре этнографической науки // Советская этнография. — 1987. — № 4. — С. 73—76.
- Семенов Ю. И. Ленинская категория «общественно-экономический уклад» и некоторые проблемы истории первобытного общества. — Ленинизм и проблемы этнографии. — Л. : Наука. Ленинградское отделение, 1987. — С. 97—117.
- Семенов Ю. И. Социально-экономический строй Древнего Востока: Современное состояние проблемы // Преподавание истории в школе. — 1988. — № 6. — С. 85—87.
- Семенов Ю. И. Социально-экономический строй Древнего Востока: Современное состояние проблемы // Преподавание истории в школе. — 1989. — № 1. — С. 52—67.
- Семенов Ю. И. Социально-экономический строй Древнего Востока: Современное состояние проблемы // Народы Азии и Африки. — 1988. — № 2. — С. 151—165.
- Semjonow Ju . I. Zur Problem des Übergangs von der Urgesellschaft zur Klassengesellschaft in Lichte der neuern Forschungen // Familie, Staat und Gesellschaftformation. — Berlin : Akademie-Verlag, 1988. — S. 87—97.
- Семенов Ю. И. Экономическая этнография. — Этнография и смежные дисциплины. Этнографические субдисциплины. Школы и направления. Методы. — М. : Наука, 1988. — С. 90—91.
- Статьи в кн. Семенов Ю. И. Народы мира. Историко-этнографический справочник. — М : Наука, 1988.:

Взаимопомощь (С. 578—579);
Домохозяйство (С. 579);
Обмен (С. 588—589);
Потлач (С. 592), Табу (С. 595)
- Семенов Ю. И. На заре человеческой истории. — М. : Мысль, 1989. — 319 с.

То же на япон. языке: Токио, 1990.
- Семенов Ю. И. Экономическая антропология. — Этнология в США и Канаде. — М. : Наука, 1989. — С. 62—85.
- Семенов Ю. И. История Древнего Востока: исследования и преподавание // Народы Азии и Африки. — 1990. — № 2. — С. 82—84.
- Статьи в кн. Социология. Т. 2. Отдельные отрасли социологического знания. Словарь-справочник. — М. : Наука, 1990.:

Обмен экономический (С. 82);
Потребление (С. 132—133);
Продукт общественный (С. 134—135);
Распределение (С. 145—146);
Способ производства (С. 203);
Уклад общественно-экономический (С. 217—218)
- Semenov J. I. Les principaux types de societes traditionnelles et les particularites de leur etude ethnographique // Cahiers de monde russe et sovietique. — Paris, 1990. — Vol. XXXI (2-3). — P. 57—59.
- Семенов Ю. И. О соотношении частной собственности и свободы // Социальная философия в конце XX века. — Издательство Московского университета, 1991. — С. 82—85.
- Семенов Ю. И. У истоков человечества. — М. : Знание, 1991. — 62 с.
- Семенов Ю. И. У истоков человечества. — Барнаул : Знание, 1991. — 52 с.
- Семенов Ю. И. Основные этапы развития первобытной экономики: соотношение глобального и регионального // Исследования по первобытной истории. — Институт этнологии и антропологии РАН : Институт этнологии и антропологии РАН, 1991. — С. 90—112.
- Семенов Ю. И. Возникновение классового общества: вариативность и инвариантность // Исследования по первобытной истории. — Институт этнологии и антропологии РАН, 1991. — С. 168—180.
- Семенов Ю. И. О первобытном коммунизме, марксизме и сущности человека // Этнографическое обозрение. — 1992. — № 3. — С. 31—46.
- Семенов Ю. И. О «социологии племени», теоретическом мышлении и многом другом // Этнографическое обозрение. — 1992. — № 5. — С. 139—148.
- Семенов Ю. И. Россия: Что с ней случилось в двадцатом веке // Российский этнограф. — М., 1993. — Вып. 20. — С. 5—105.
- Семенов Ю. И. Экономическая этнология. Первобытное и раннее предклассовое общество. Ч. 1-3 // Материалы к серии «Народы и культуры». — Экономическая этнология. — М. : Институт этнологии и антропологии РАН, 1993. — Вып. ХХ, кн. 1. 710, XXV с.
- Семенов Ю. И. Этнология и гносеология // Этнографическое обозрение. — 1993. — № 6. — С. 3—20.

То же на англ. языке // Anthropology and Archeology of Eurasia. 1995. Vol. 34. № 2. P. 39-66.
- Семенов Ю. И. Об «архаическом обществе», классогенезе, политогенезе и еще о десятке подобного же рода сюжетов // Восток. — 1993. — № 5. — С. 197—209.
- Семенов Ю. И. Переход от первобытного общества к классовому: пути и варианты развития // Этнографическое обозрение. — 1993. — № 1. — С. 52—70.
- Семенов Ю. И. Переход от первобытного общества к классовому: пути и варианты развития // Этнографическое обозрение. — 1993. — № 2. — С. 57—74.
- Семенов Ю. И. У истоков человечества. — Человек и общество. — М : Издательство Московского университета, 1993. — Кн. 1. — С. 140—191. — (Что такое общество?).
- Семенов Ю. И. Возникновение культуры и ее ранние формы. — История культуры России. — М. : Знание, 1993. — С. 3—34.

Выступление на теоретическом семинаре «Современная концепция аграрного развития» // Отечественная история.1993, № 6. С. 102—103.
- Семенов Ю. И. Рецензия на книгу: В.А. Шнирельман. Война и мир в традиционных обществах (по материалам западных исследований) М., 1992. // Восток. — 1994. — № 1. — С. 213—216.
- Семенов Ю. И. О различии между доказательствами ad veritatem и ad hominem, о некоторых моментах моей научной биографии и эпизодах из истории советской этнографии и еще раз о книге Н.М. Гиренко «Социология племени» // Этнографическое обозрение. — 1994. — № 6. — С. 3—19.
- Перщиц А. И., Семенов Ю. И., Шнирельман В. А. Война и мир в земледельческих предклассовых и ранних классовых обществах // Война и мир в ранней истории человечества. — М. : Институт этнологии и антропологии РАН, 1994. — Вып. 2. — С. 7—127.
- Семенов Ю. И. Льюис Генри Морган // Энциклопедический словарь молодого историка. — М., 1994.
- Семенов Ю. И. Россия: Что с ней было, что с ней происходит и что её ожидает в будущем. — М., 1995. — 76 с.
- Семенов Ю. И. Материалистическое понимание истории: За и против // Восток. — 1995. — № 2. — С. 18—40.

Статьи в кн. Энциклопедический социологический словарь. — М., 1995.
Обмен экономический (С. 457—459);
Потребление (С. 571);
Продукт общественный (С. 599—600);
Распределение (С. 626—627);
Способ производства (С. 759)
- Семенов Ю. И. Общество, этнос, нация // Этнополитический вестник (Этнополис). — 1995. — № 4(10). — С. 149—165.
- Семенов Ю. И. Ценный вклад в историографию этнологической науки: Г.Е. Марков. Очерки немецкой науки о народах. Ч. 1-2. М., 1993 // Этнографическое обозрение. — 1995. — № 4. — С. 166—169.
- Семенов Ю. И. Ценный вклад в историографию этнологической науки: Г.Е. Марков. Очерки немецкой науки о народах. Ч. 1-2. М., 1993 // Этнографическое обозрение. — 1995. — № 4. — С. 166—169.
- Семенов Ю. И. Правовая политика Российского государства в области поземельных отношений инородцев в 1806-1917 годах. — Коренные народы России: самоуправление, земля и природные ресурсы. — М. : Издание Государственной Думы, 1995. — С. 12—14.
- Семенов Ю. И. Землевладение и землепользование по обычному праву у инородцев в дореволюционный период. — Коренные народы России: самоуправление, земля и природные ресурсы. — М. : Издание Государственной Думы, 1995. — С. 14—15.
- Семенов Ю. И. О предмете этнографии и ее значении для востоковедных исследований (В связи с книгой «Этнология. Учебник для вузов». Под ред. Г.Е. Маркова и В.В. Пименова. М., 1994) // Восток. — 1995. — № 5. — С. 168—173.
- Семенов Ю. И. Пережитки первобытной престижной экономики в обычаях русских крестьян вообще, сельских жителей Рязанского края в частности. Этнография и фольклор Рязанского края.. — Материалы Российской научной конференции к 100-летию со дня рождения Н.И. Лебедевой. 6-8 декабря 1994 г. (I-е Лебедевские чтения). Рязанский этнографический вестник. — Рязань, 1996. — С. 62—67.
- Семенов Ю. И. Пережитки первобытных форм отношений между полами в обычаях русских крестьян XIX - начала XX в. // Этнографическое обозрение. — 1996. — № 1. — С. 32—48.
- Семенов Ю. И. Общество, страны, народы // Этнографическое обозрение. — 1996. — № 2. — С. 3—18.
- Семенов Ю. И. Рецензия на книгу: И.М. Дьяконов. Пути истории. М., 1994 // Этнографическое обозрение. — 1996. — № 2. — С. 170—173.
- Семенов Ю. И. Преподавание философии в высшей школе. Способность к самостоятельному мышлению и марксизм // Проблемы преподавания философии в высшей школе. Материалы Всероссийской конференции. 13, 14, 15 марта 1996 г.. — 1996. — № 2. — С. 292—295.
- Семенов Ю. И. Всемирная история: Пути подхода к ней // Коммунистическая перспектива. — 1996. — № 2. — С. 68—82.
- Семенов Ю. И. Белое дело против красного дела // Коммунистическая перспектива. — 1996. — № 3. — С. 102—116.
- Семенов Ю. И. О проблеме истины и научном познании // Диалог. — 1996. — № 9. — С. 41—48.
- Семенов Ю. И. Социально-исторические организмы, этносы, нации // Этнографическое обозрение. — 1996. — № 3. — С. 3—13.
- Семенов Ю. И. Материалистическое понимание истории: недавнее прошлое, настоящее, будущее // Новая и новейшая история. — 1996. — № 3. — С. 80—84.
- Семенов Ю. И. Секреты Клио. Сжатое введение в философию истории. — М. : Московский физико-технический институт, 1996. — 179 с.
- Семенов Ю. И. Введение во всемирную историю. Вып. 1. Проблема и понятийный аппарат. Возникновение человеческого общества. — М. : Московский физико-технический институт, 1997. — 202 с.
- Семенов Ю. И. Формы общественной воли в доклассовом обществе: Табуитет, мораль и обычное право // Этнографическое обозрение. — 1997. — № 4. — С. 3—24.
- Семенов Ю. И. О русской религиозной философии конца XIX  - начала XX века // Философия и общество. — 1997. — № 4. — С. 113—137.
- Семенов Ю. И. Персоналии в словарях и словари персоналий // Общественные науки и современность. — 1997. — № 1. — С. 160—166.
- Семенов Ю. И. Всемирная история как единый процесс развития человечества во времени и пространстве // Философия и общество. — 1997. — № 1. — С. 156—217.
- Семенов Ю. И. Всемирная история в самом сжатом изложении // Восток. — 1997. — № 2. — С. 5—34.
- Семенов Ю. И. Рецензия на книгу: С. В. Чешко. Распад Советского Союза. М., 1996. // Философия и общество. — 1997. — № 3. — С. 256—264.
- Семенов Ю. И. A Place of Folk Law among Forms of Social Will in Pre-Class Society. — Folk Law and Legal Pluralism: Society in Transformation. Moscow, Russia August 10-22. — M. : Abstacts, 1997. — P. 75.
- Семенов Ю. И. Введение в философию истории. — Программы по всеобщей истории для студентов 1 курса МФТИ. — М., 1997. — С. 4—50.
- Национальная политика в императорской России. Цивилизованные окраины (Финляндия, Польша, Бесарабия, Украина, Закавказье, Средняя Азия) / Семенов Ю. И.. — М. : Старый сад, 1997. — 321 с.
- Семенов Ю. И. Национальная политика в императорской России: цивилизованные окраины. — Национальная политика в императорской России. Цивилизованные окраины (Финляндия, Польша, Бесарабия, Украина, Закавказье, Средняя Азия). — М. : Старый сад, 1997. — С. 3—98.
- Семенов Ю. И. Диффузия культурная. — Культурология. XX век. Словарь. — СПб : Университетская книга, 1997. — С. 105—106.
- Национальная политика в императорской России. Цивилизованные окраины (Финляндия, Польша, Бесарабия, Украина, Закавказье, Средняя Азия) / Семенов Ю. И.. — Программы по всеобщей истории для студентов 1 курса МФТИ. — М. : Старый сад, 1997. — 321 с.
- Обычное право народов Сибири (буряты, якуты, эвенки, алтайцы, шорцы) / Семенов Ю. И.. — М. : Старый сад, 1997. — 396 с.
- Семенов Ю. И. Обычное право в доклассовом обществе: Возникновение, сущность и эволюция // Обычное право народов Сибири (буряты, якуты, эвенки, алтайцы, шорцы). — М. : Старый сад, 1997. — С. 9—46.
- Семенов Ю. И. Рецензия на книгу: Современная антропология и генетика и проблема рас у человека. М., 1995. // Этнографическое обозрение. — 1998. — № 1. — С. 152—156.
- Семенов Ю. И. Предмет этнографии (этнологии) и основные составляющие ее научные дисциплины // Этнографическое обозрение. — 1998. — № 2. — С. 3—17.
- Семенов Ю. И. Марксова теория общественно-экономических формаций и современность // Философия и общество. — 1998. — № 3. — С. 190—233.
- Семенов Ю. И. Для того, чтобы разобраться в любом вопросе, нужно знать его историю.. — Национально-культурная автономия: Проблемы и суждения (по материалам заседания круглого стала в Центре «Этносфера»). — М. : Центр «Этносфера», 1998. — С. 26—30.
- Семенов Ю. И. Невежда и шарлатан в роли учителя мудрости // Философия и общество. — 1998. — № 3. — С. 288—300.
- Национальная политика в императорской России. Поздние первобытные и предклассовые общества Севера Европейской России, Сибири и Русской Америки / Семенов Ю. И.. — М. : Старый сад, 1998. — 368 с.
- Семенов Ю. И. Поздние первобытные и предклассовые общества Севера Европейской России, Сибири и Русской Америки в составе Российской империи. — Национальная политика в императорской России. Поздние первобытные и предклассовые общества Севера Европейской России, Сибири и Русской Америки. — М. : Старый сад, 1998. — С. 7—59.
- Обычное право народов России. Библиографический указатель. 1890-1998 / Семенов Ю. И.. — М. : Старый сад, 1998. — 252 с.
- Статьи в кн. Культурология. XX век. Энциклопедия. — Л. : Университетская книга. Алетейя, 1998. — Т. 2. — 252 с.:

Науманн Г. (С. 71-72);
Тайлор Э. (С. 243—244);
Фробениус Л. (С. 317—318)
- Статьи в кн. Народы и религии мира. — М. : Нука, 1998.:

Домохозяйство;
Обмен;
Потлач
- Семенов Ю. И. Предмет этнографии (этнологии) и проблема его соотношения с предметом социальной антропологии. — Наука о культуре и социальная практика: Антропологическая перспектива. — М., 1998. — С. 7—39.
- Семенов Ю. И. Введение во всемирную историю. Вып. 2. История первобытного общества. — Наука о культуре и социальная практика: Антропологическая перспектива. — М. : Московский физико-технический институт, 1999. — 190 с.
- Семенов Ю. И. «Национальное возрождение»: Возможно ли оно и нужно ли оно?. — III конгресс этнографов и антропологов России. 8-11 июня 1999 г. Москва. Тезисы докладов. — М., 1999. — С. 382—384.
- Редактирование: Никишенков А.А. Традиционный этикет народов России XIX - начала  XX / Семенов Ю. И.. — М : Старый сад, 1999. — 137 с.

Общество: Теоретический анализ основных значений слова // Россия. Духовная ситуация времени. 1999. № 3-4. С. 134—155.
Философия истории от истоков до наших дней: Основные проблемы и концепции. М., 1999. 382 с. (49,5 авт. л.)
Льюис Генри Морган // Энциклопедический словарь молодого историка. Всеобщая история. М., 1999. (перепечатка)
- Семенов Ю. И. Этнос, нация, диаспора // Этнографическое обозрение. — 2000. — № 2. — С. 64—74.
- Семенов Ю. И. Основные понятия обычного права: Возникновение развитие. — Юридическая антропология. Закон и жизнь. — М. : Издательский дом «Стратегия», 2000. — С. 15—31.
- Семенов Ю. И. О биобиблиографическом словаре отечественных этнологов. — Актуальные проблемы изучения отечественной этнологии и антропологии  XX века. — М., 2000. — С. 14—15.
- Составление и редактирование: Традиционная нормативная культура, организация власти и экономика народов Северной Евразии и Дальнего Востока / Семенов Ю. И.. — М. : Старый сад, 2000. — 403 с.
- Семенов Ю. И. Общие проблемы нормативной этнологии и материалы по нормативной  культуре народов Северной Евразии и Дальнего Востока. — Традиционная нормативная культура, организация власти и экономика народов Северной Евразии и Дальнего Востока. — М. : Старый сад, 2000. — С. 7—37.
- Степной закон. Обычное право казахов, киргизов и туркмен. М / Семенов Ю. И.. — Старый сад, 2000. — 289 с.
- Семенов Ю. И. О структуре стратифицированной сельской общины и ее роли в истории докапиталистических классовых обществ. — Л.Б. Алаев: Община в его жизни. История научных идей. — М. : Издательская фирма «Восточная литература, 2000. — С. 359—368. (перепечатка)
- Семенов Ю. И. Введение во всемирную историю. Вып. 3. История цивилизованного общества  (XXX в. до н.э. - XX в н.э.). — М. : Московский физико-технический институт, 2001. — 206 с.
- Семенов Ю. И. Личность, общество и культура // Философия и общество. — 2001. — № 3. — С. 39—69.
- Семенов Ю. И. Разработка проблем истории первобытного общества в Институте этнографии АН СССР в «эпоху» Бромлея (воспоминания и размышления) // Этнографическое обозрение. — 2001. — № 6. — С. 3—20.
- Семенов Ю. И. Этнополитология: Трудный путь становления новой научной дисциплины (Размышления над книгой М.Н. Губогло «Языки этнической мобилизации». М.: Школа «Языки русской культуры». 1998. 811 с. // Отечественная история. — 2001. — № 4. — С. 170—178.
- Семенов Ю. И. О факторах развития философской мысли. — Панорама философской мысли в России XX  века. — Материалы Российской научно-практической конференции 3-4 октября 2001 года : Рязань, 2001. — С. 3—6.
- Семенов Ю. И. О русской религиозной философии конца XIX  - начала XX века // Новый безбожник. — 2001. — № 1. — С. 21—32. (перепечатка)
- Семенов Ю. И. О русской религиозной философии конца XIX  - начала XX века // Коммунист. — 2001. — № 6. — С. 104—126. (перепечатка)
- Семенов Ю. И. А.С. Пушкин как мыслитель. — А.С. Пушкин и мировая культура. Материалы международной конференции (МГСУ, 21 апреля 1999 г.). — М., 2001. — С. 68—79.
- Семенов Ю. И. Предмет этнологии (этнографии) и его изменение в ходе исторического развития // IV конгресс этнографов и антропологов России. Нальчик 20-23 сентября 2001. Тезисы докладов. — М., 2001. — С. 48.
- Семенов Ю. И. О существующих биобиблиографических словарях отечественных гуманитариев и обществоведов и о не существующем, но очень нужном биобиблиографическом словаре отечественных этнологов // Этнографическое обозрение. — 2001. — № 5. — С. 134—136.
- Семенов Ю. И. Диалектический материализм: его место в истории философской мысли и современное значение // Философия и общество. — 2002. — № 3. — С. 74—102.
- Семенов Ю. И. Как возникло человечество. — Изд. 2-е с новым предисловием и приложениями. — М : Государственная публичная историческая библиотека России, 2002. — 790 с.
- Семенов Ю. И. Возникновение религии и  её первая, исходная форма - магия // Скепсис. — 2002. — № 1. — С. 61—69.
- Власть земли. Традиционная экономика крестьянства России  XIX века - начала XX века / Семенов Ю. И.. — М., 2002. — Т. 1. — 366 с.
- Семенов Ю. И. Общая теория традиционной крестьянской экономики (крестьянско-общинного способа производства) // Власть земли.  Традиционная экономика крестьянства России  XIX века - начала XX века. — М., 2002. — Вып. 1. — С. 6—175.
- Семенов Ю. И. Культовые фигуры и мода в российской гуманитарной науке // Состояние и проблемы развития гуманитарной науки в  Центральном регионе России. Труды 4-й региональной научно-практической конференции г. Рязань 5-6 июня 2002 года. — Рязань, 2002. — Т. 1. — С. 29—42.
- Семенов Ю. И. Сергей Владимирович Илларионов: ученый, мыслитель, человек // Философия и общество. — 2002. — № 4. — С. 204—217.

Лекции в кн. Семенов Ю. И. Социальная философия. Учебник. — 2003.:
Общество как целостная система (С. 61-79);
Производство и общество (С. 97-116);
Основные и неосновные способы производства (С. 117—146);
Основные концепции всемирной истории (147—160);
Периодизация и общая картина всемирной истории (С. 161—181);
Социальная организация отношений между полами: возникновение и развитие (С. 209—235);
Этносы, нации, расы (С. 236—266)
- Семенов Ю. И. Философия истории. Общая теория, основные проблемы, идеи и концепции от древности до наших дней. — М : Современные тетради, 2003. — 776 с.
- Семенов Ю. И. О моем «пути в первобытность». — Академик Ю.В. Бромлей и отечественная этнология. 1960-1990-е годы. — М. : Наука, 2003. — С. 164—211.
- Семенов Ю. И. Эдуард Мейер и его труды по методологии и теории истории. — Э. Мейер. Труды по теории и методологии исторической науки. — М. : Государственная публичная историческая библиотека России, 2003. — С. 3—21.
- Культовые фигуры и идеологическая мода в науке и значение для нее скептицизма
- Семенов Ю. И. Идеологическая мода в науке и скептицизм // Скепсис. — 2003. — № 2. — С. 11—18.
- Семенов Ю. И. Основные этапы эволюции первобытной религии // Скепсис. — 2003. — № 2. — С. 45—50.
- Семенов Ю. И. Современный мир и основные тенденции его развития // XXI век: На пути к единому человечеству? Материалы международной конференции 27-30 мая 2003 года. — М, 2003. — С. 170—174.
- Семенов Ю. И. О характере Октябрьской рабоче-крестьянской революции 1917 г. и о сущности возникшего в ее результате общественного строя. — Марксизм: Прошлое, настоящее, будущее. Материалы международной научно-практической конференции «Марксизм, обществоведческая мысль современности и социалистические тенденции развития человечества в XXI веке». Москва, Институт философии РАН, 22-24 апреля 2002 г. — М. : Макс-Пресс, 2003. — С. 170—175.
- Составление и редактирование: Власть земли. Традиционная экономика крестьянства России XIX века - начала XX века / Семенов Ю. И.. — М : Современные тетради, 2002. — Т. 2. — 429 с.
- Семенов Ю. И. Избранная библиография по крестьянству и традиционной крестьянской экономике. — Традиционная экономика крестьянства России XIX века - начала XX века. — М. : Современные тетради, 2002. — Т. 2. — С. 377—418.
- Крестьянское правосудие. Обычное право российского крестьянства в XIX веке - начале XX века / Семенов Ю. И.. — М. : Современные тетради, 2003. — 402 с.
- Семенов Ю. И. Первобытное и крестьянское обычное право: их сходство и различие, а также отношение к законному праву в классовых социоисторических организмах // Крестьянское правосудие. Обычное право российского крестьянства в XIX веке - начале XX века. — М. : Современные тетради, 2003. — С. 6—36.
- Статьи в кн.:Семенов Ю. И. Словарь философских терминов. — М : Инфра-М, 2004.:

Капитализм (С. 242—244);
Народ (С. 346);
Нация (С. 350—352);
Общественное бытие (С. 380);
Общественное сознание (С. 380);
Общественные отношения (С. 382—384);
Первобытное общество (С. 410—411);
Первобытность (С. 411);
Политаризм (С. 420—421);
Рабство (С. 463);
Случайность и необходимость в истории (С. 513—514);
Собственность (С. 520—522);
Феодализм (С. 622—623);
Этнос (С. 712)
- Семенов Ю. И. О путях и формах научного познания // Труды XLVI научной конференции Московского физико-технического института. Современные проблемы фундаментальных и прикладных наук. Часть IX. Философия, экономика. 28-29 ноября 2003 года. — Москва-Долгопрудный, 2003. — С. 35—37.
- Юбилейное интервью с Ю.Семеновым // Философия и общество. — Москва-Долгопрудный, 2004. — № 3. — С. 193—202.
- Семенов Ю. И. История (историология) как строгая наука. Оригинальная версия работы, опубликованной в сокращенном виде под названием: Труд Ш.-В. Ланглуа и Ш. Сеньобоса «Введение в изучение истории» и современная историческая наука // Ш.-В. Ланглуа и Ш. Сеньобос. Введение в изучение истории. — М, 2004. — С. 3—36.
- Семенов Ю. И. С.П. Толстов как теоретик этнологической и исторической науки // Выдающиеся отечественные этнологи и антропологи. М. — Наука, 2004. — С. 210—225, 230—232.. *Семенов Ю. И. Этническая культура и политическая борьба // Философия. Культура. Философия культуры. Московский социально-гуманитарный институт. Научные труды. Вып. 1. — М, 2004. — С. 110—133.
- Семенов Ю. И. Украинские президентские выборы 2004 года как эпизод глобальной классовой борьбы. Выступление на круглом столе «Россия и Запад в контексте украинских событий» // Личность. Культура. Общество. — 2005. — Т. 7, вып. 2. — С. 347—350.
- Семенов Ю. И. Рассудок и разум // Труды XLVIII научной конференции «Современные проблемы фундаментальных и прикладных наук». Часть IX. Факультет гуманитарных наук. 25–26 ноября 2005 года. — Москва - Долгопрудный : Московский физико-технический институт (государственный университет), 2005. — С. 7—9.